# Bilan saison par saison des Angels de Los Angeles
Les Angels de Los Angeles sont une franchise de la Ligue majeure de baseball depuis 1961. Cette page retrace les résultats de l'équipe depuis cette première saison avec l'indication des résultats en saison régulière et ceux enregistrés en séries éliminatoires.

## Angels de Los Angeles (1961-1965)
| Saison | Vic.-Déf. | % Vic. | Class. | AL Championship Series | World Series |
| ------ | --------- | ------ | ------ | ---------------------- | ------------ |
| 1961   | 70-91     | .435   | 8e AL  |                        |              |
| 1962   | 86-76     | .531   | 3e AL  |                        |              |
| 1963   | 70-91     | .435   | 9e AL  |                        |              |
| 1964   | 82-80     | .506   | 5e AL  |                        |              |
| 1965   | 75-87     | .463   | 7e AL  |                        |              |

## Angels de la Californie (1966-1996)
| Saison | Vic.-Déf. | % Vic. | Class.         | AL Championship Series | World Series |
| ------ | --------- | ------ | -------------- | ---------------------- | ------------ |
| 1966   | 80-82     | .494   | 6e AL          |                        |              |
| 1967   | 84-77     | .522   | 5e AL          |                        |              |
| 1968   | 67-95     | .414   | 8e AL          |                        |              |
| 1969   | 71-91     | .438   | 3e AL Ouest    |                        |              |
| 1970   | 86-76     | .531   | 3e AL Ouest    |                        |              |
| 1971   | 76-86     | .469   | 4e AL Ouest    |                        |              |
| 1972   | 75-80     | .484   | 5e AL Ouest    |                        |              |
| 1973   | 79-83     | .488   | 4e AL Ouest    |                        |              |
| 1974   | 68-94     | .420   | 6e AL Ouest    |                        |              |
| 1975   | 72-89     | .447   | 6e AL Ouest    |                        |              |
| 1976   | 76-86     | .469   | 4e AL Ouest    |                        |              |
| 1977   | 74-88     | .457   | 5e AL Ouest    |                        |              |
| 1978   | 87-75     | .537   | 2e AL Ouest    |                        |              |
| 1979   | 88-74     | .543   | 1er AL Ouest   | D (1-3) Orioles        |              |
| 1980   | 65-95     | .406   | 6e AL Ouest    |                        |              |
| 1981   | 51-59     | .464   | 4e/7e AL Ouest |                        |              |
| 1982   | 93-69     | .574   | 1er AL Ouest   | D (1-3) Brewers        |              |
| 1983   | 70-92     | .432   | 5e AL Ouest    |                        |              |
| 1984   | 81-81     | .500   | 2e AL Ouest    |                        |              |
| 1985   | 90-72     | .556   | 2e AL Ouest    |                        |              |
| 1986   | 92-70     | .568   | 1er AL Ouest   | D (3-4) Red Sox        |              |
| 1987   | 75-87     | .463   | 6e AL Ouest    |                        |              |
| 1988   | 75-87     | .463   | 4e AL Ouest    |                        |              |
| 1989   | 91-71     | .562   | 3e AL Ouest    |                        |              |
| 1990   | 80-82     | .494   | 4e AL Ouest    |                        |              |
| 1991   | 81-81     | .500   | 7e AL Ouest    |                        |              |
| 1992   | 72-90     | .444   | 5e AL Ouest    |                        |              |
| 1993   | 71-91     | .438   | 5e AL Ouest    |                        |              |

| Saison | Vic.-Déf. | % Vic. | Class.      | AL Division Series | AL Championship Series | World Series |
| ------ | --------- | ------ | ----------- | ------------------ | ---------------------- | ------------ |
| 1994   | 47-68     | .409   | 4e AL Ouest |                    |                        |              |
| 1995   | 78-67     | .538   | 2e AL Ouest |                    |                        |              |
| 1996   | 70-91     | .435   | 4e AL Ouest |                    |                        |              |

## Angels d'Anaheim (1997-2004)
| Saison | Vic.-Déf. | % Vic. | Class.       | AL Division Series | AL Championship Series | World Series   |
| ------ | --------- | ------ | ------------ | ------------------ | ---------------------- | -------------- |
| 1997   | 84-78     | .519   | 2e AL Ouest  |                    |                        |                |
| 1998   | 85-77     | .525   | 2e AL Ouest  |                    |                        |                |
| 1999   | 70-92     | .432   | 4e AL Ouest  |                    |                        |                |
| 2000   | 82-80     | .506   | 3e AL Ouest  |                    |                        |                |
| 2001   | 75-87     | .463   | 3e AL Ouest  |                    |                        |                |
| 2002   | 99-63     | .611   | 2e AL Ouest  | V (3-1) Yankees    | V (4-1) Twins          | V (4-3) Giants |
| 2003   | 77-85     | .475   | 3e AL Ouest  |                    |                        |                |
| 2004   | 92-70     | .568   | 1er AL Ouest | D (0-3) Red Sox    |                        |                |

## Angels de Los Angeles d'Anaheim (2005-2014)
| Saison | Vic.-Déf. | % Vic. | Class.       | AL Division Series | AL Championship Series | World Series |
| ------ | --------- | ------ | ------------ | ------------------ | ---------------------- | ------------ |
| 2005   | 95-67     | .586   | 1er AL Ouest | V (3-2) Yankees    | D (1-4) White Sox      |              |
| 2006   | 89-73     | .549   | 2e AL Ouest  |                    |                        |              |
| 2007   | 94-68     | .580   | 1er AL Ouest | D (0-3) Red Sox    |                        |              |
| 2008   | 100-62    | .617   | 1er AL Ouest | D (1-3) Red Sox    |                        |              |
| 2009   | 97-65     | .599   | 1er AL Ouest | V (3-0) Red Sox    | D (3-4) Yankees        |              |
| 2010   | 80-82     | .494   | 3e AL Ouest  |                    |                        |              |
| 2011   | 86-76     | .531   | 2e AL Ouest  |                    |                        |              |
| 2012   | 89-73     | .549   | 3e AL Ouest  |                    |                        |              |
| 2013   | 78-84     | .481   | 3e AL Ouest  |                    |                        |              |
| 2014   | 98-64     | .605   | 1er AL Ouest | D (0-3) Royals     |                        |              |

## Angels de Los Angeles (depuis 2015)
| Saison | Vic.-Déf.  | % Vic.    | Class.      | AL Division Series | AL Championship Series               | World Series |
| ------ | ---------- | --------- | ----------- | ------------------ | ------------------------------------ | ------------ |
| 2015   | 85-77      | .525      | 3e AL Ouest |                    |                                      |              |
| 2016   | 74-88      | .457      | 4e AL Ouest |                    |                                      |              |
| 2017   | 80-82      | .494      | 2e AL Ouest |                    |                                      |              |
| 2018   | 80-82      | .494      | 4e AL Ouest |                    |                                      |              |
| 2019   | 72-90      | .444      | 4e AL Ouest |                    |                                      |              |
| 2020   | 26-34      | .433      | 4e AL Ouest |                    |                                      |              |
| Totaux | 52 Saisons | 4735-4753 | .499        |                    | 28-37 (.431) en séries éliminatoires |              |